# Aeropuerto Internacional Ernesto Cortissoz
El Aeropuerto Internacional Ernesto Cortissoz (IATA: BAQ, OACI: SKBQ) es el aeropuerto internacional que sirve a Barranquilla, Colombia. Ubicado en el municipio de Soledad. Debe su nombre a uno de los pioneros de la aviación en el mundo, Ernesto Cortissoz. Fue inaugurado en 1979 y se encuentra en operaciones desde 1981.

## Descripción
El aeropuerto está localizado en el municipio de Soledad, exactamente 7 km al sur del centro de Barranquilla. Es capaz de recibir aviones de gran envergadura como los Boeing 747, Boeing 767, Boeing 777, Boeing 787, Airbus A330, Airbus A340, Airbus A350, MD-11, DC-10 y Antonov An-124. De hecho, fue en su época el aeropuerto más importante de Colombia. En la actualidad, el aeropuerto es quinto en número de pasajeros y el cuarto en carga.
El aeropuerto consta de un terminal de pasajeros con dos muelles: el doméstico, al que corresponden los puentes desplegables para embarque comprendidos en las salas 6 a 13, y el internacional, al que corresponden los comprendidos entre las salas 1 a 5 y 5A. Funcionó como un hub internacional para la aerolínea Aires y como hub secundario para la aerolínea Avianca durante la alta temporada.
En julio de 2007, la Aeronáutica Civil otorgó al aeropuerto «cielos abiertos», es decir, que cualquier aerolínea del mundo puede volar a Barranquilla en cualquier equipo y con las frecuencias que considere necesarias. Esta medida se tomó en gran parte para fomentar el turismo y a Barranquilla como ciudad clave en el área del Caribe. Además, el Aeródromo cumple con los reglamentos aeronáuticos y los estándares internacionales establecidos por la Organización de Aviación Civil Internacional (OACI).
Para 2015 se proyectó que fuera reemplazado por un mega-aeropuerto que serviría a Barranquilla y a Cartagena, cerca de la autopista Paralela al Mar, equidistante de las dos ciudades, pero el proyecto fue desechado en 2010 por ser el único hábitat natural del Tití Cabeciblanco, y porque para el funcionamiento del mismo se debían cerrar las terminales aéreas existentes en ambas ciudades, condición que la Unidad Administrativa Especial de Aeronáutica Civil no consideró viable.

## Historia
El 29 de diciembre de 1912, el estadounidense George Schmitt realizó el primer vuelo en Barranquilla y segundo de Colombia después del unos días antes, el 9 de diciembre en Santa Marta.
En agosto de 1919, el estadounidense William Knox Martin pilotando un Curtiss JN4 Jenny, realizó el primer vuelo entre Barranquilla y Puerto Colombia, llevando un saco de correo.
El 5 de diciembre del mismo año, se crea en Barranquilla la «Sociedad Colombo-Alemana de Transportes Aéreos» SCADTA, que tenía como socios fundadores a tres alemanes y cinco colombianos, entre ellos Ernesto Cortissoz, quien fue su primer presidente. Al principio se trajeron de Alemania dos hidroaviones Junkers F 13, cual fue el primer avión comercial enteramente metálico en el mundo y que llegaron a finales de julio de1920 a la ciudad de Barranquilla. Se escogió el puerto Veranillo como aeropuerto, donde actualmente está ubicada la Base Naval, con el fin de evitar gastos por la construcción de una pista de aterrizaje.
Se hizo un vuelo inaugural desde Veranillo a Puerto Colombia y el 19 de octubre de 1920, se inició una ruta semanal entre Barranquilla y Girardot en el Alto Magdalena. Esta aeronave tenía la posibilidad de transportar hasta 200 kilos de carga útil y la ruta tenía una duración aproximada de ocho horas.
Posteriormente después de adaptar unas ruedas a uno de los hidroaviones, para transformarlo en aeroplano, el 11 de diciembre de 1920, se logra atravesar la cordillera y aterrizar en un potrero cercano a Bogotá.
La flota de aviones Junker F-13 se había incrementado hasta siete en 1922, estableciendo servicios regulares con las principales ciudades colombianas.
En 1930 entraron en servicio el aeropuerto de Techo en Bogotá, aviones trimotores de la marca Ford y se compraron aviones del tipo Boeing 247, realizándose alguna rutas internacionales a Quito, Guayaquil, Maracaibo y Panamá.
El 24 de junio de 1924 muere Ernesto Cortissoz en un accidente de aviación en Barranquilla, al precipitarse a tierra el hidroavión «Tolima» pilotado por Hellmuth von Krohn, en un vuelo destinado a repartir volantes promocionando la iniciativa para adquirir fondos financieros para las futuras obras de Bocas de Ceniza.
En 1936 comenzó a operar el aeropuerto de Soledad, con una pista asfaltada de corta longitud, y un reducido edificio de despacho y recibo de carga y pasajeros. Algo más tarde, en 1938, se construye el primer hangar.
Por motivos de índole estratégica geopolítica a causa de la situación creada por la Segunda Guerra Mundial, el gobierno de los Estados Unidos ejerció presión sobre el estado colombiano para forzar la «nacionalización» de SCADTA. En octubre de 1939, se denominaron las Aerovías Nacionales de Colombia S.A. – Avianca como resultado de la fusión de las aerolíneas SACO y SCADTA.
A principios de los años 1940, Avianca trasladó toda la dotación técnica de los talleres e instalaciones existentes en el aeropuerto de Veranillo al aeropuerto de Soledad, que contó desde entonces con una magnífica escuela de aprendizaje de mecánica de aviación.
En 1945 con la fundación de la empresa LANSA se construyó otro aeropuerto en Barranquilla, hoy calle 19 del actual barrio Simón Bolívar, que se llamó «Las Nieves», ya que LANSA operaba aeródromos propios. En 1951, LANSA se convierte en una subsidiaria de Avianca, pasando sus operaciones en Bogotá del aeropuerto Santa Cecilia al aeropuerto de Techo e igualmente cerrando el aeródromo de Las Nieves, quedando así el aeropuerto de Soledad como único sirviendo a Barranquilla.
En diciembre de 1968, con una longitud de 3000 metros se inaugura la pista actual del aeropuerto Ernesto Cortissoz. En 1972 empezó la construcción del vigente Terminal aeroportuario del arquitecto Aníbal Moreno Gómez. El 7 de abril de 1981, el presidente Julio César Turbay inauguró el nuevo terminal de pasajeros, que ya había comenzado a operar en 1979.
El 28 de febrero de 1997, después de una licitación abierta por la Aerocivil para concesionario el Ernesto Cortissoz que hasta ese momento era deficitario, inicia operaciones la empresa Colombo-Española, Aeropuertos del Caribe S.A. (ACSA) operada por Aeropuertos Españoles y Navegación Aérea (AENA), quienes asumieron la operación, comercialización y mantenimiento de la infraestructura aeroportuaria.
El 29 de febrero de 2012, después de 15 años como operador del aeropuerto, y en medio de una proceso judicial, el concesionario Aeropuertos del Caribe S.A. (ACSA) le trasfiere el control del terminal a la Aerocivil la cual se hizo cargo de su administración mientras se abría la licitación para una nueva concesión.
La administración interina de Aerocivil operó durante más de 3 años finalizando su gestión hasta mayo de 2015. En ese año, la Agencia Nacional de Infraestructura (ANI) mediante licitación 4G, el 15 de mayo de 2015 concesiona al Grupo Aeroportuario del Caribe SAS la infraestructura aeroportuaria con la finalidad de modernizar, operar, comercializar y mantener el aeropuerto Ernesto Cortissoz, mejorando la infraestructura del lado aire y lado tierra y otorgando facilidades para nuevas rutas y el regreso de otras.
En agosto de 2020, el Grupo Aeroportuario del Caribe SAS concesionario del Aeropuerto Internacional Ernesto Cortissoz adquiere la certificación de aeródromo seguro otorgado por la Aeronáutica Civil.

## Características físicas

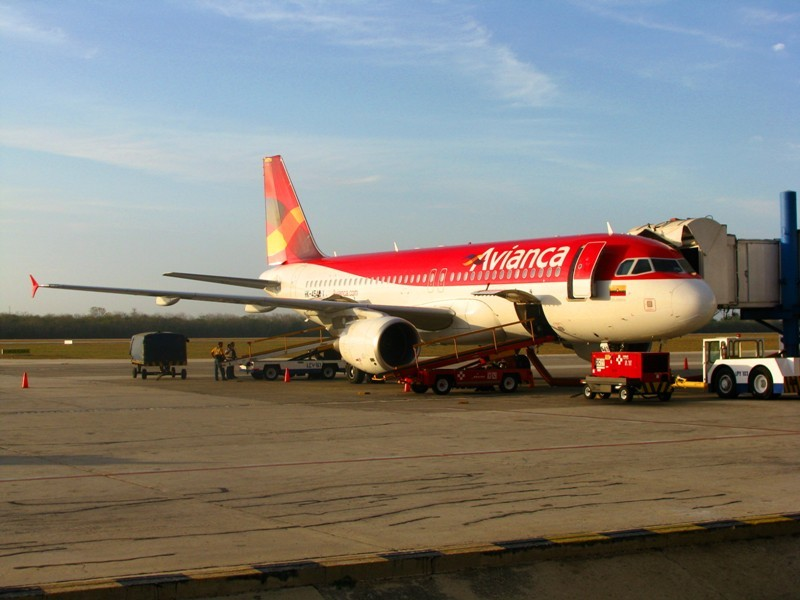
Airbus A320 de Avianca en el Aeropuerto Internacional Ernesto Cortissoz

### Campo de vuelo
La pista tiene una longitud de 3001 m y un ancho de 45 m. Las aproximaciones a cada una de las cabeceras están categorizadas para operaciones en vuelo instrumental de precisión categoría I por la cabecera 05 y en vuelo visual por la cabecera 23.

### Calles de salida y de abordaje
El aeropuerto dispone de una calle de rodadura paralela a la pista que alcanza ambas cabeceras, dos calles de acceso a cabecera de pista, tres calles de salida de pista y tres calles de acceso a plataforma que son continuación de las intermedias de salida de pista. Todas ellas tienen una anchura de 22,5 m y son de hormigón.

### Plataformas
En el aeropuerto existen en la actualidad tres plataformas para estacionamiento de aeronaves, la destinada a aeronaves comerciales de pasajeros, la destinada a aeronaves de carga y la correspondiente a la Base Militar.
La plataforma para aeronaves comerciales de pasajeros se encuentra ubicada frente al Edificio Terminal de Pasajeros y dispone de 16 puestos de estacionamiento.
La plataforma de carga está ubicada al norte del Edificio Terminal de Pasajeros, en las proximidades de la cabecera 23.

### Terminal de pasajeros
El aeropuerto dispone de un único Edificio Terminal de Pasajeros para atender todos los tipos de tráfico que operan.
Existen 36 puestos de facturación una serie de locales comerciales con diferentes tiendas de venta al público y pasajeros, cafeterías y restaurante.
Existen dos zonas restringidas para pasajeros, dependiendo del carácter nacional o internacional. En la zona nacional se encuentran situadas las puertas 6, 7, 8, 9, 10, 11, 12 y 13, cada una con zonas de espera para los pasajeros. Para el acceso a las aeronaves, 4 puertas (las 6, 7, 8 y 9) disponen de puente de abordaje, con dos grados de libertad.
En la zona internacional se encuentran las puertas 1, 2, 3, 4 y 5, cada una con su zona de espera para los pasajeros. Existen en la zona una tienda de artículos libres de impuestos. El acceso a las aeronaves se realiza a través de pasarelas excepto en el caso de la puerta 1. Las pasarelas 2, 3 y 5 son móviles y con tres grados de libertad, mientras que la 4 es similar a las instaladas en el muelle nacional.
El acceso al terminal se realiza a través de las mismas puertas de embarque descritas en la zona de salidas. Los pasajeros nacionales reclaman su equipaje en una sala destinada para tal fin que cuenta con dos cintas transportadoras; para llegar ahí, ya que se encuentra en el primer nivel se puede descender por la escalera física, escalera mecánica o elevador. Los pasajeros internacionales lo reciben de igual forma, previo paso por la zona de inmigración y aduana. Tras abandonar el Edificio Terminal, se accede a la zona pública en la cual se encuentran las oficinas de alquiler de automóviles y la zona de espera de taxis.

### Terminal de carga
El terminal de carga se encuentra situado al noreste del terminal de pasajeros y tiene una superficie construida de 9000 m², es el antiguo Edificio Terminal de Pasajeros.
La plataforma de carga puede albergar hasta dos aviones simultáneamente, dependiendo de su tamaño. El porcentaje de uso actual no supera el 30 %, lo que facilita el incremento de la operación durante las 24 horas del día.

## Obras de remodelación y modernización
En enero de 2016 se anunció la remodelación y modernización del aeropuerto Ernesto Cortissoz, luego de haberse estudiado si el actual se ampliaría o demolería para dar paso a uno completamente nuevo.

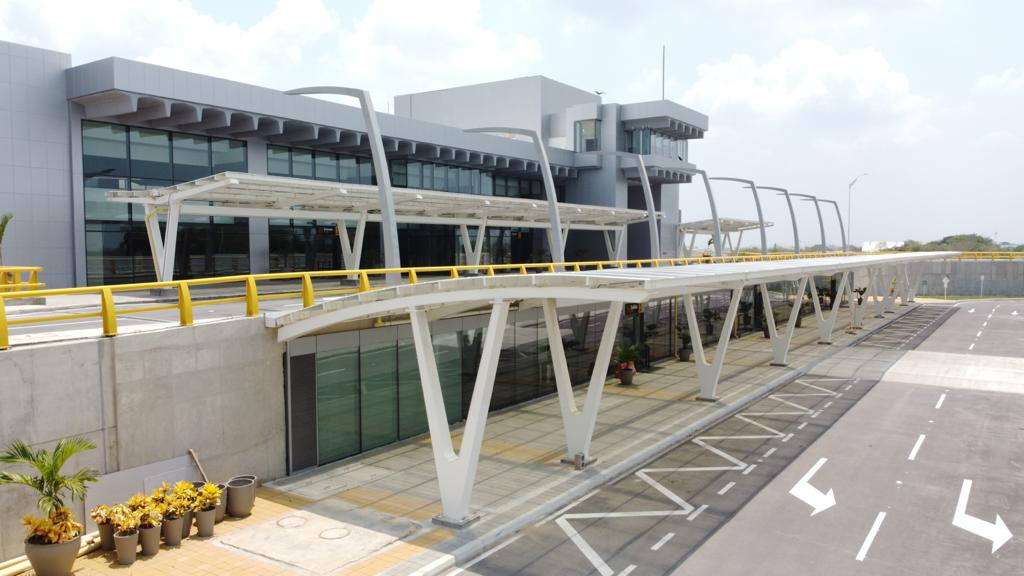
Terminal de pasajeros del aeropuerto (2020)

El 4 de mayo de 2016 el gerente general del aeropuerto socializó el Plan Maestro para el desarrollo del terminal aéreo durante los próximos 20 años, en el cual se contemplan inversiones cercanas a los 345 000 millones de pesos para el mejoramiento y modernización de las instalaciones, de los cuales entre el 60 % y 70 % deben ser ejecutados en los primeros cinco años. Entre las obras contempladas se destacan la modernización de la terminal de pasajeros de 17 000 m², la ampliación de la zona internacional en más de 5000 m², la renovación de los equipos del terminal como puentes de abordaje, sistema de manejo de equipajes, entre otras.

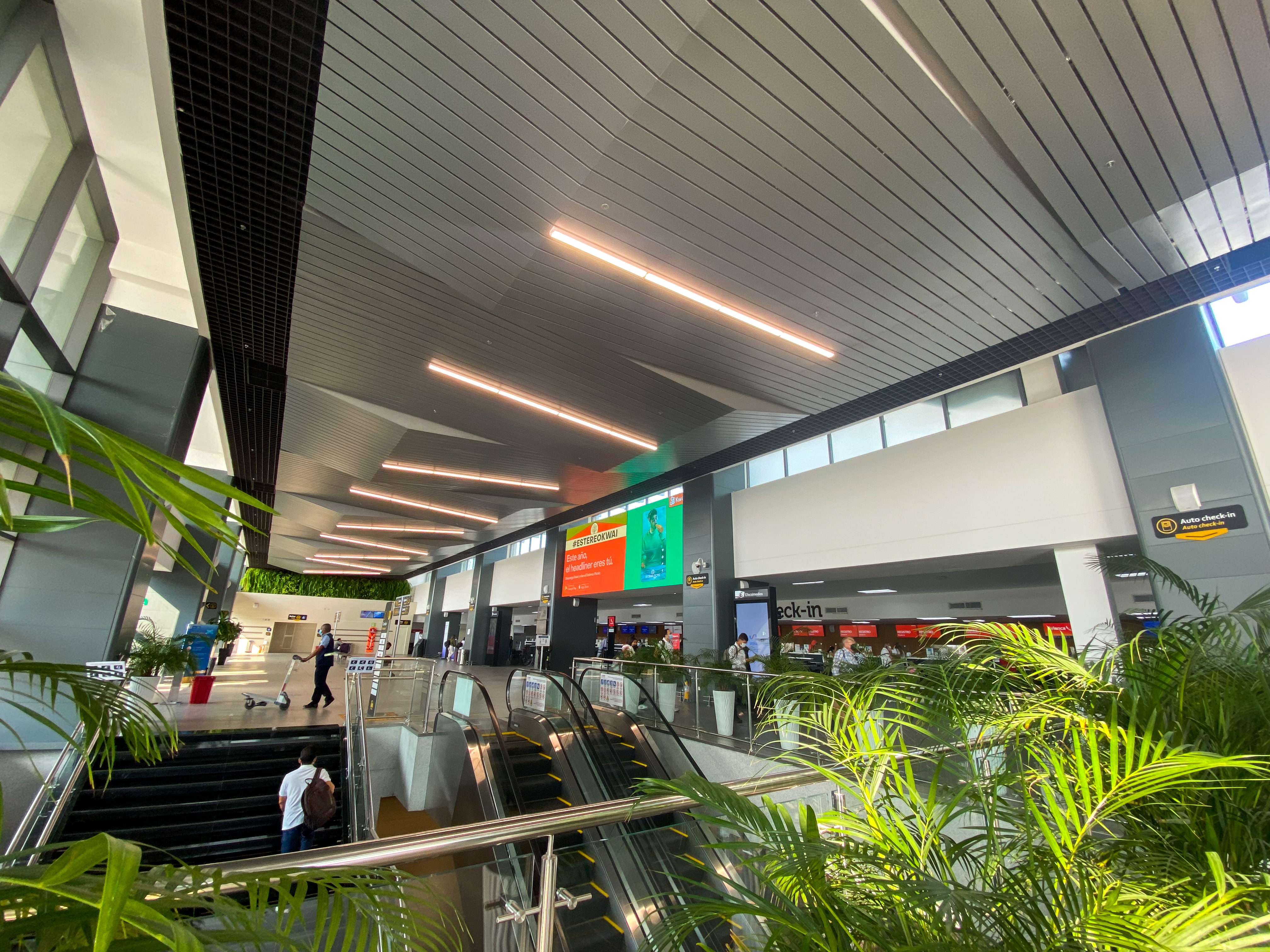
Área de Registro de pasajeros - Segundo nivel (2022)

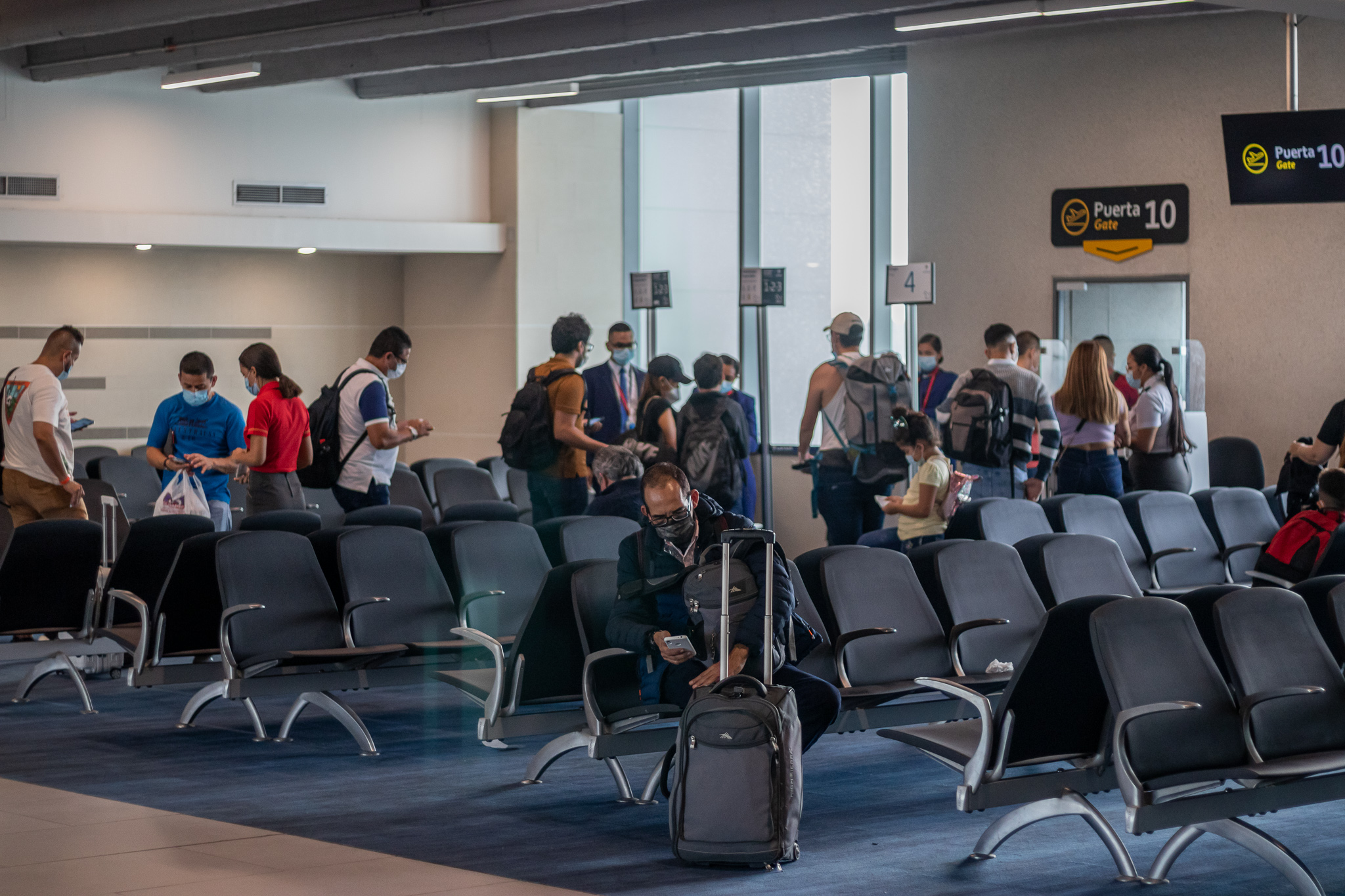
Aspecto general de las salas del Muelle Nacional (2022)

En septiembre de 2017 se anunció la finalización de los trabajos de repavimentación de los 3000 metros lineales de la pista. La nueva superficie es una estructura de pavimento de 15 cm de espesor, compuesta por tres capas de concreto asfáltico más una geomalla, lo que le proporciona mejores características de rugosidad, capacidad de resistencia y visibilidad por el contraste del color. Está proyectado que a partir del 26 de noviembre de 2017 el Grupo Aeroportuario del Caribe S.A.S, concesionario del aeropuerto, traslade la zona de check-in a una terminal temporal tipo hangar climatizada, de 1600 m², la cual fue ubicada en la plataforma de aviación general, a un costado de la rampa para que la firma contratista pueda iniciar las labores constructivas.
El 21 de junio de 2018 el concesionario puso en servicio las salas 9, 10 y 11, que se encuentran en el muelle nacional, renovadas, con nuevos vidrios termoacústicos y con una mayor altura, manteniendo las mismas áreas: 191 m² para la sala 9, 104 m² de la sala 10 y 187 m² en la sala 11.
A finales de julio de 2018 se inauguró el campo de vuelo, en el que se intervinieron 135 000 m² de la pista, se adecuaron las zonas de seguridad de las cabeceras, se ampliaron las calles de rodaje con 132 000 m² de pavimento asfáltico, se reconstruyeron las losas defectuosas, se repararon las grietas y se instaló nueva señalización. Se adquirió un nuevo Sistema de Luces de Aproximación (ALS), se instalaron luces PAPI y sistemas de orientación de viento. La finalización de las obras del aeropuerto se dio a principios del 2020, para coincidir con las fechas originales de la asamblea del BID. 
El 11 de febrero de 2020 se inauguró la nueva zona de Check-in del aeropuerto.

## Aerolíneas y destinos
En el aeropuerto actualmente se operan vuelos regulares de pasajeros a 5 destinos internacionales, 7 nacionales.

### Pasajeros
| Aerolíneas        | Destinos                                                        | Alianzas      |
| ----------------- | --------------------------------------------------------------- | ------------- |
| American Airlines | Miami                                                           | Oneworld      |
| Avianca           | Bogotá, Cali, Miami, Medellín–JMC                               | Star Alliance |
| Copa Airlines     | Ciudad de Panamá–Tocumen                                        | Star Alliance |
| Clic Air          | Montería, Valledupar, Medellín-EOH                              | N/A           |
| JetSMART Colombia | Medellín–JMC                                                    | N/A           |
| LATAM Colombia    | Bogotá, Medellín–JMC                                            | N/A           |
| Satena            | Cúcuta, Medellín–EOH                                            | N/A           |
| Spirit Airlines   | Fort Lauderdale                                                 | N/A           |
| Wingo             | Bogotá, Ciudad de Panamá–Balboa, Medellín–JMC, San Andrés Islas | N/A           |
| Z Air             | Bonaire, Curazao                                                | N/A           |

### Carga
| Aerolíneas      | Destinos                    |
| --------------- | --------------------------- |
| AerCaribe Cargo | Bogotá                      |
| Aerosucre       | Bogotá                      |
| Avianca Cargo   | Bogotá, Medellín–JMC, Miami |
| LAS Cargo       | Bogotá                      |

### Destinos nacionales
se ofrece servicio a 6 ciudades dentro del país a cargo de 5 aerolíneas.
| Ciudades                                | Nombre del aeropuerto                           | Aerolíneas                                           | Aeronaves                                   |
| Destinos actuales                       | Destinos actuales                               | Destinos actuales                                    | Destinos actuales                           |
| --------------------------------------- | ----------------------------------------------- | ---------------------------------------------------- | ------------------------------------------- |
| Colombia (7 destinos, 7 aerolíneas)     |                                                 |                                                      |                                             |
| Bogotá                                  | Aeropuerto Internacional El Dorado              | Avianca / LATAM Colombia / Wingo                     | A320, A20N / A319, A320 / A320, A20N / B738 |
| Cali                                    | Aeropuerto Internacional Alfonso Bonilla Aragón | Avianca                                              | A320, A20N                                  |
| Cúcuta                                  | Aeropuerto Internacional Camilo Daza            | SATENA                                               | Embraer ERJ 145                             |
| Medellín                                | Aeropuerto Olaya Herrera                        | Satena / Clic Air                                    | Embraer ERJ 145 / AT46                      |
| Medellín                                | Aeropuerto Internacional José María Córdova     | Avianca / JetSMART Colombia / LATAM Colombia / Wingo | A320, A20N / A20N / A320 / B738             |
| Montería                                | Aeropuerto Internacional Los Garzones           | Clic Air                                             | AT46                                        |
| San Andrés Islas                        | Aeropuerto Internacional Gustavo Rojas Pinilla  | Wingo                                                | B738                                        |
| Valledupar                              | Aeropuerto Alfonso López Pumarejo               | Clic Air                                             | AT46                                        |
| Total: 6 destinos, 1 país, 5 aerolíneas |                                                 |                                                      |                                             |

### Destinos internacionales
Se ofrece servicio a 5 destinos internacionales a cargo de 6 aerolíneas.
| Destinos                                   | Nombre del aeropuerto                                 | Aerolíneas                  | Aeronaves                           | Frecuencias  |
| Norteamérica                               | Norteamérica                                          | Norteamérica                | Norteamérica                        | Norteamérica |
| ------------------------------------------ | ----------------------------------------------------- | --------------------------- | ----------------------------------- | ------------ |
| Estados Unidos (2 destinos, 3 aerolíneas)  |                                                       |                             |                                     |              |
| Fort Lauderdale                            | Aeropuerto Internacional de Fort Lauderdale-Hollywood | Spirit Airlines             | A320, A20N                          | 7            |
| Miami                                      | Aeropuerto Internacional de Miami                     | American Airlines / Avianca | B38M, B738, A319 / A320, A20N, A319 | 7 / 3        |
| Centroamérica y El Caribe                  |                                                       |                             |                                     |              |
| Curazao (1 destino, 1 aerolínea)           |                                                       |                             |                                     |              |
| Willemstad                                 | Aeropuerto Internacional Hato                         | Z Air                       | SF34                                | 3            |
| Panamá ( 1 destino, 2 aerolíneas)          |                                                       |                             |                                     |              |
| Ciudad de Panamá                           | Aeropuerto Internacional de Tocumen                   | Copa Airlines               | B737, B738                          | 11           |
| Ciudad de Panamá                           | Aeropuerto Internacional Panamá Pacífico              | Wingo                       | B738                                | 3            |
| Total: 6 aerolíneas, 5 destinos, 4 países. |                                                       |                             |                                     |              |

### Nuevos destinos
| Nuevos destinos internacionales | Nuevos destinos internacionales                     | Nuevos destinos internacionales | Nuevos destinos internacionales | Nuevos destinos internacionales | Nuevos destinos internacionales |     |
| Destino                         | Aeropuerto                                          | Aerolíneas                      | Aeronaves                       | Fecha de Inicio                 | Frecuencias                     | Ref |
| ------------------------------- | --------------------------------------------------- | ------------------------------- | ------------------------------- | ------------------------------- | ------------------------------- | --- |
| Caracas                         | Aeropuerto Internacional de Maiquetía Simón Bolívar | Wingo                           | B738                            | En Planes                       | 7                               |     |
| Santiago de Chile               | Aeropuerto Internacional Arturo Merino Benítez      | JetSmart                        | A320                            | En Planes                       | Por Definir                     |     |
| Estambul                        | Aeropuerto de Estambul                              | Turkish Airlines                | A359                            | En Planes                       | Por Definir                     |     |

### Aerolíneas que cesaron operación

#### Aerolíneas Operativas
- AraJet
  - Santo Domingo / Aeropuerto Internacional de Las Américas (2023)
- Avianca
  - Bogotá / Terminal Puente Aéreo
  - Cúcuta / Aeropuerto Internacional Camilo Daza
  - Fráncfort, Alemania / Aeropuerto de Fráncfort del Meno
  - Londres, Reino Unido / Aeropuerto de Gatwick
  - Madrid, España / Aeropuerto de Madrid-Barajas
  - Nueva York, Estados Unidos / Aeropuerto Internacional John F. Kennedy (2008)
  - Oranjestad, Aruba / Aeropuerto Internacional Reina Beatriz
  - París, Francia / Aeropuerto Charles de Gaulle
  - Pereira / Aeropuerto Internacional Matecaña (2008)
  - Valledupar / Aeropuerto Alfonso López Pumarejo
- Avianca Costa Rica (LACSA)
  - Caracas / Aeropuerto Internacional de Maiquetía Simón Bolívar
  - Maracaibo, Venezuela / Aeropuerto Internacional de La Chinita
  - San José de Costa Rica, Costa Rica / Aeropuerto Internacional Juan Santamaria
  - San Andrés / Aeropuerto Internacional Gustavo Rojas Pinilla (operación cedida a Wingo)
- clic
  - Medellín / Aeropuerto Olaya Herrera
  - Riohacha / Aeropuerto Almirante Padilla
- LATAM Colombia (antes como Aires)
  - Caracas, Venezuela / Aeropuerto Internacional de Maiquetía Simón Bolívar
  - Cartagena de Indias / Aeropuerto Internacional Rafael Núñez
  - Cúcuta / Aeropuerto Internacional Camilo Daza
  - Corozal / Aeropuerto Las Brujas
  - Fort Lauderdale, Estados Unidos / Aeropuerto Internacional de Fort Lauderdale-Hollywood
  - Magangué / Aeropuerto Baracoa
  - Maracaibo, Venezuela / Aeropuerto Internacional de La Chinita
  - Medellín / Aeropuerto Olaya Herrera
  - Montería / Aeropuerto Los Garzones
  - Oranjestad, Aruba / Aeropuerto Internacional Reina Beatriz
  - Panamá, Panamá / Aeropuerto Internacional Tocumen
  - Riohacha / Aeropuerto Almirante Padilla
  - Santa Marta / Aeropuerto Internacional Simón Bolívar
  - Valledupar / Aeropuerto Alfonso López Pumarejo
  - Willemstad, Curazao / Aeropuerto Internacional Hato
- Satena
  - Bogotá / Aeropuerto Internacional El Dorado
  - Maicao / Aeropuerto Jorge Isaacs
  - Puerto Bolívar / Aeropuerto Puerto Bolívar

#### Aerolíneas Extintas
- Aerolínea de Antioquia (2019)
  - Bucaramanga / Aeropuerto Internacional Palonegro (2013)
  - Corozal / Aeropuerto Las Brujas (2013)
  - Riohacha / Aeropuerto Almirante Padilla (2014)
- ACES Colombia
  - Bogotá / Aeropuerto Internacional El Dorado
  - Medellín / Aeropuerto Internacional José María Córdova
- Aerocondor Colombia
  - Bogotá / Aeropuerto Internacional El Dorado
  - Cali / Aeropuerto Internacional Alfonso Bonilla Aragón
  - Medellín / Aeropuerto Internacional Olaya Herrera
  - Miami, Estados Unidos / Aeropuerto Internacional de Miami
  - Pereira / Aeropuerto Internacional Matecaña
  - Port-au-Prince, Haití / Aeropuerto Internacional Toussaint Louverture
  - Santo Domingo, República Dominicana / Aeropuerto Internacional Las Américas
- AeroTal
  - Miami, Estados Unidos / Aeropuerto Internacional de Miami
- Air ALM
  - Oranjestad, Aruba / Aeropuerto Internacional Reina Beatriz
  - Willemstad, Curazao / Aeropuerto Internacional Hato
- Braniff International
  - Miami, Estados Unidos / Aeropuerto Internacional de Miami
- Eastern Airlines
  - Miami, Estados Unidos / Aeropuerto Internacional de Miami
- Insel Air
  - Willemstad, Curazao / Aeropuerto Internacional Hato
- Intercontinental de Aviación
  - Bogotá / Aeropuerto Internacional El Dorado
  - Cali / Aeropuerto Internacional Alfonso Bonilla Aragón
  - Medellín / Aeropuerto Olaya Herrera
- LANSA
  - Magangué / Aeropuerto Baracoa de Magangué
- Pan American World Airways
  - Panamá, Panamá / Aeropuerto Internacional Tocumen
  - Kingston, Jamaica / Aeropuerto Internacional Norman Manley
  - Miami, Estados Unidos / Aeropuerto Internacional de Miami
- SBA Airlines
  - Maracaibo, Venezuela / Aeropuerto Internacional de La Chinita
- West Caribbean Airways
  - Medellín / Aeropuerto Olaya Herrera
  - Montería / Aeropuerto Los Garzones
- Zuliana de Aviación
  - Maracaibo, Venezuela / Aeropuerto Internacional de La Chinita
- PAISA Airlines
  - Panamá / Aeropuerto Internacional Tocumen

## Aeropuertos cercanos
Ordenados por cercanía a 200 km a la redonda:
- Santa Marta: Aeropuerto Internacional Simón Bolívar (65 km)
- Cartagena: Aeropuerto Internacional Rafael Núñez (94 km)
- Valledupar: Aeropuerto Alfonso López Pumarejo (175 km)
- Tolú: Aeropuerto Golfo de Morrosquillo (177 km)
- Magangué: Aeropuerto Baracoa (178 km)
- Corozal : Aeropuerto Las Brujas (181 km)